# Radiboș, Pernik
Radiboș (în bulgară Радибош) este un sat în comuna Radomir, regiunea Pernik,  Bulgaria. 

## Demografie
Componența etnică a satului Radiboș
     Bulgari (80,95%)
     Romi (19,04%)
     Nicio identificare (0%)
     Altele (0%)
La recensământul din 2011, populația satului Radiboș era de 42 locuitori. Din punct de vedere etnic, majoritatea locuitorilor (80,95%) erau bulgari, cu o minoritate de romi (19,04%). Pentru 0% din locuitori nu este cunoscută apartenența etnică.